# Anthelme-François Lagrenée
Anthelme-François Lagrenée (født 1774 i Paris, død 1832 i samme by) var en fransk maler.
Han var søn af Louis-Jean-François Lagrenée, elev af François-André Vincent, malede under et ophold i Rusland i 1823 portrætter for kejser Alexander. Ellers var dyremaleri af heste hans specialitet. På sine senere dage dyrkede han fortrinsvis miniaturmaleriet.
Lagrenée udstillede på Parisersalonen fra 1799 til 1831. Han døde i Paris af kolera.